# Frederik VI van Baden-Durlach
Frederik VI van Baden-Durlach (Durlach, 16 november 1617 - aldaar, 10 januari of 31 januari 1677) was van 1659 tot 1677 markgraaf van Baden-Durlach. Hij behoorde tot het huis Baden.

## Levensloop
Hij werd geboren in het kasteel Karlsburg van Durlach als de zoon van markgraaf Frederik V van Baden-Durlach en Barbara van Württemberg. In 1659 volgde hij zijn vader op als markgraaf van Baden-Durlach en bleef dit tot zijn dood in 1677.
Frederik VI vocht mee tijdens de Dertigjarige Oorlog, maar het einde van deze oorlog in 1648 betekende niet het einde van zijn militaire loopbaan. In 1663 drongen de Ottomaanse troepen namelijk heel diep in Hongarije door. Het keizerlijke leger van keizer Leopold I van het Heilige Roomse Rijk begon daarop een gemeenschappelijke verdediging tegen de Turken en vroeg onder meer aan het markgraafschap Baden-Durlach om troepen te voorzien. Frederik VI vocht als majoor-generaal mee in deze oorlog. 
Voordat deze oorlog plaatsvond, schonk keizer Leopold I Frederik VI en zijn neef, markgraaf Willem van Baden-Baden, het recht om de titel "Doorluchtige Hoogheid" te gebruiken. Deze titel bleef erfelijk tot in 1803, toen markgraaf Karel Frederik van Baden, die in 1771 het markgraafschap Baden herenigde, tot keurvorst bevorderd werd nadat hij zijn gebied als gevolg van de Reichsdeputationshauptschluss fors kon uitbreiden. 
In de oorlog tegen de Turken onderscheidde zijn neef Lodewijk Willem van Baden-Baden zichzelf, waarna die vanaf dan als bijnaam Lodewijk de Turk kreeg. Nadat deze oorlog was afgelopen, vocht Frederik VI aan de zijde van de Republiek der Zeven Verenigde Provinciën in de Hollandse Oorlog. In 1676 begon hij een belegering van het fort van Philippsburg en nadat hij op 17 september 1676 de stad had veroverd, voegde Frederik VI het toe aan zijn markgraafschap.
Op 10 of 31 januari 1677 overleed hij op 59-jarige leeftijd in het kasteel Karlsburg in Durlach. 

## Huwelijken en nakomelingen
Op 30 november 1642 huwde Frederik VI met Christina Magdalena van Kleeburg (1616-1662), dochter van vorst Johan Casimir van Palts-Kleeburg. Ze kregen volgende kinderen:
- Frederik Casimir (1643-1644)
- Christina (1645-1705), huwde in 1665 met markgraaf Albrecht van Brandenburg-Ansbach en daarna in 1681 met hertog Frederik I van Saksen-Gotha-Altenburg
- Eleonora Catharina (1646), enkele maanden na de geboorte overleden
- Frederik VII Magnus (1647-1709), markgraaf van Baden-Durlach
- Karel Gustaaf (1648-1703)
- Catharina Barbara (1650-1733)
- Johanna Elisabeth (1651-1680), huwde in 1673 met markgraaf Johan Frederik van Brandenburg-Ansbach
- Frederika Eleonora (1658), enkele maanden na de geboorte overleden

Na de dood van zijn vrouw hertrouwde hij met Johanna Bayer van Sendau (1636-1699). Het was een morganatisch huwelijk en zijn kinderen uit dit huwelijk en diens nakomelingen kregen de titel van baron van Münzesheim. Ze kregen twee zonen:
- Frederik (overleden in 1678), baron van Münzesheim
- Johan Bernhard (1669-1734), baron van Münzesheim